# 环己胺
环己胺是一种有机化合物，属于脂肪族胺。纯的环己胺是无色液体，但胺类物质通常因混有杂质而带有颜色，环己胺也不例外。它带有鱼腥味，混溶于水，水溶液呈弱碱性，碱性比苯胺强。在有机合成中，环己胺是一种重要中间体。
在生物体内，环己胺是甜蜜素的代谢物。

## 制备
环己胺的制备主要有两条途径，其一是苯胺在钴或镍的催化下加氢：
{\displaystyle C_{6}H_{5}NH_{2}+3H_{2}\rightarrow C_{6}H_{11}NH_{2}}
另一方法是环己醇和氨反应，通过胺烷基化得到。

## 应用
环己胺是合成其他有机物的重要中间体。例如，它是除草剂环嗪酮、次磺酰胺类硫化促进剂的前体。次磺酰胺类促进剂是黏液促进剂、镇痛药、支气管扩张药等药物合成的重要组分。一些甜味剂通过环己胺合成得到，其中最重要的是甜蜜素。另外，环己胺也是一种缓蚀剂。

## 安全性
环己胺具有腐蚀性，是易燃物质，闪点为28.6°C。它的LD50为0.71ml/kg（大鼠，经口）。不论吸入还是摄入均会使人中毒，吸入环己胺可能有致命危险。它很容易被皮肤吸收并带来不适感。
美国国家职业安全卫生研究所建议因职业原因接触环己胺的工人在八小时的工作时间内，不要在环己胺浓度超过10ppm（40mg/m3）的环境下工作。